# Franz Ludwig von Bigot de Saint-Quentin

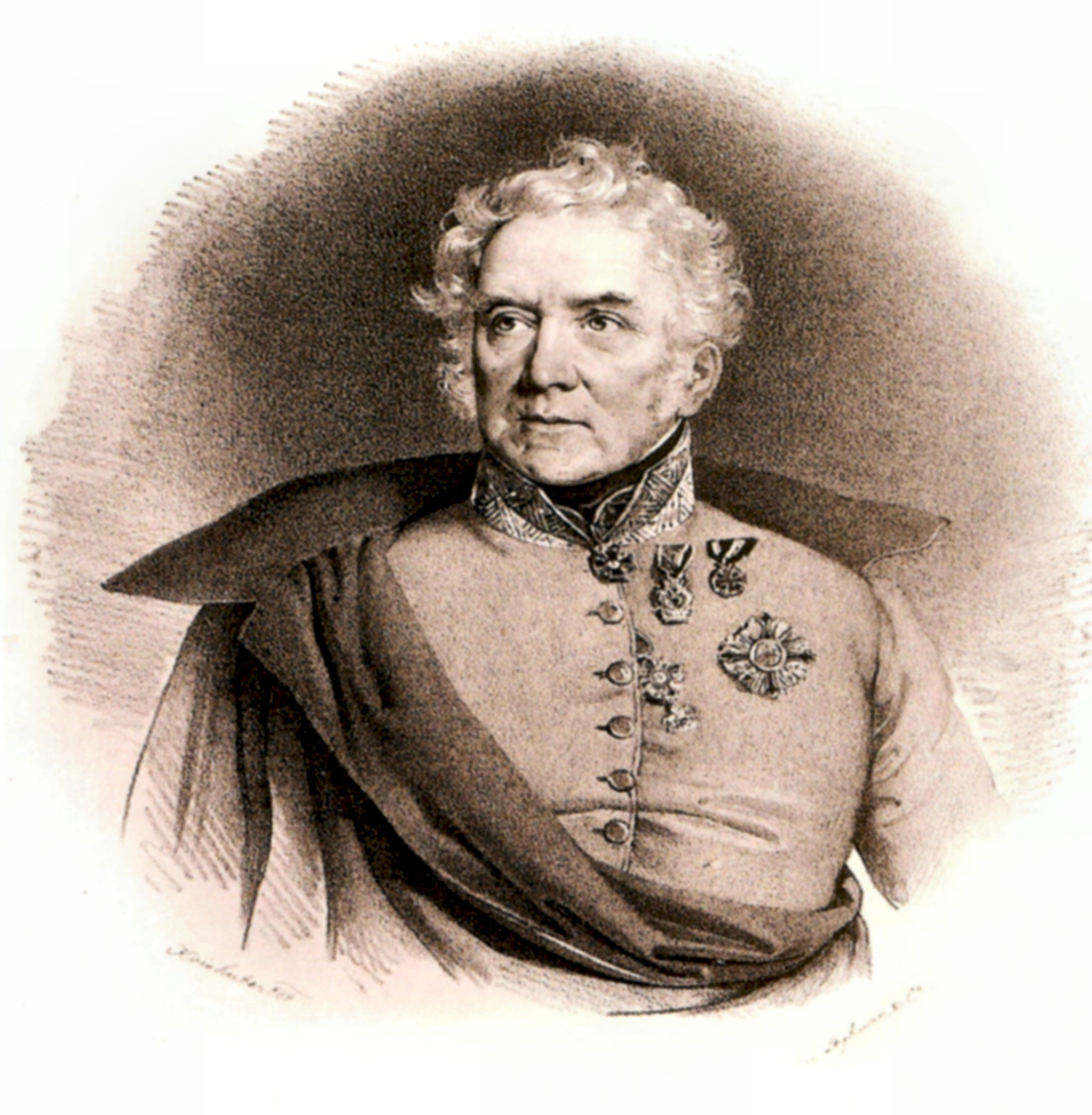
Franz Ludwig de St. Quentin

Franz Ludwig Graf von Bigot de Saint-Quentin, auch François-Louis Graf von Bigot de Saint-Quentin (* 25. November 1774 in Maursmünster, Elsass; † 15. September 1854 in Mauer bei Wien) war ein zuerst französischer, sodann österreichischer Offizier (Feldmarschallleutnant) und zweiter Inhaber des Dragonerregiments Erzherzog Franz Joseph Nr. 3 aus der Familie Bigot de Saint-Quentin.

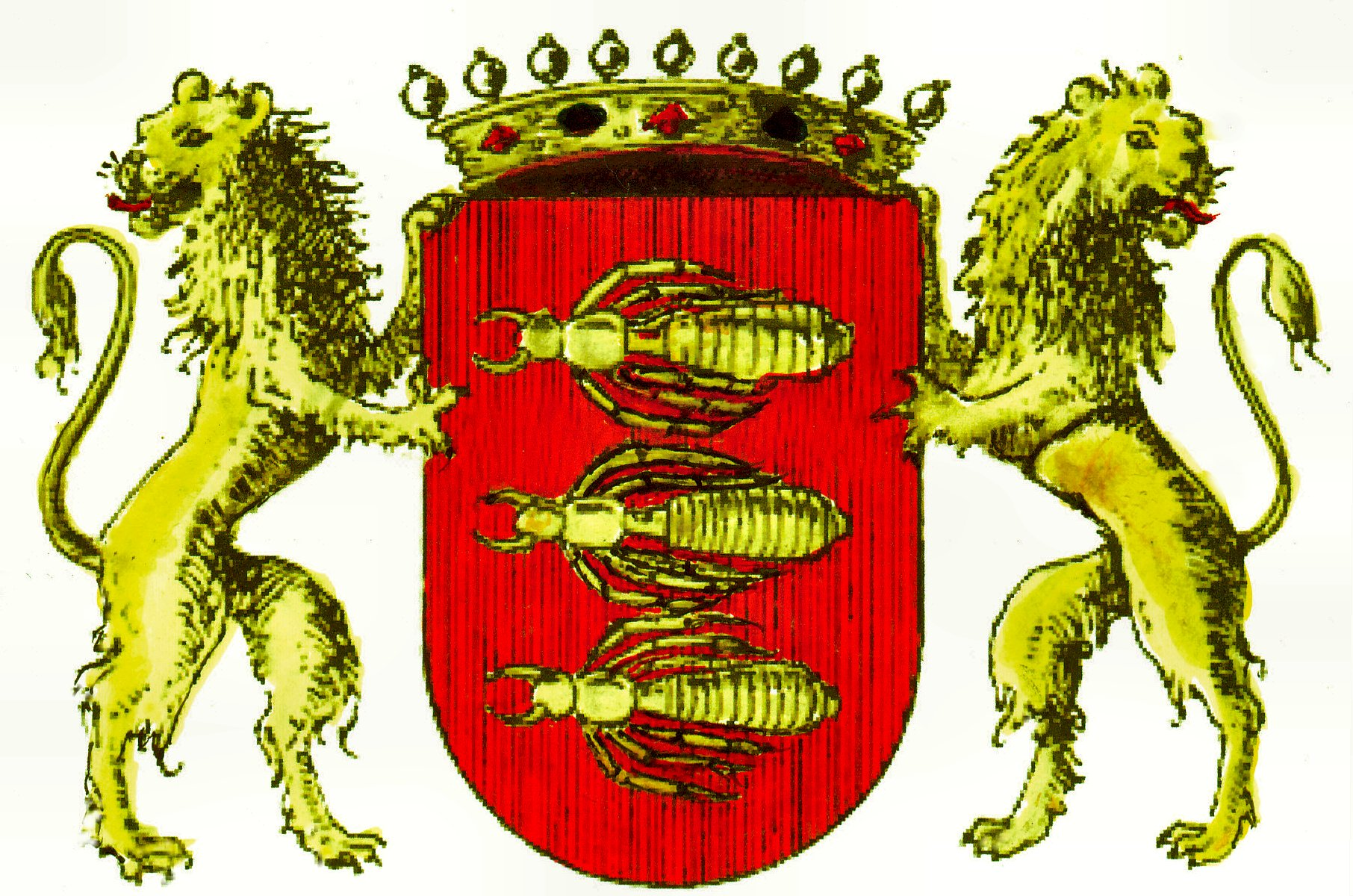
Wappen der Grafen Bigot de St. Quentin 1846

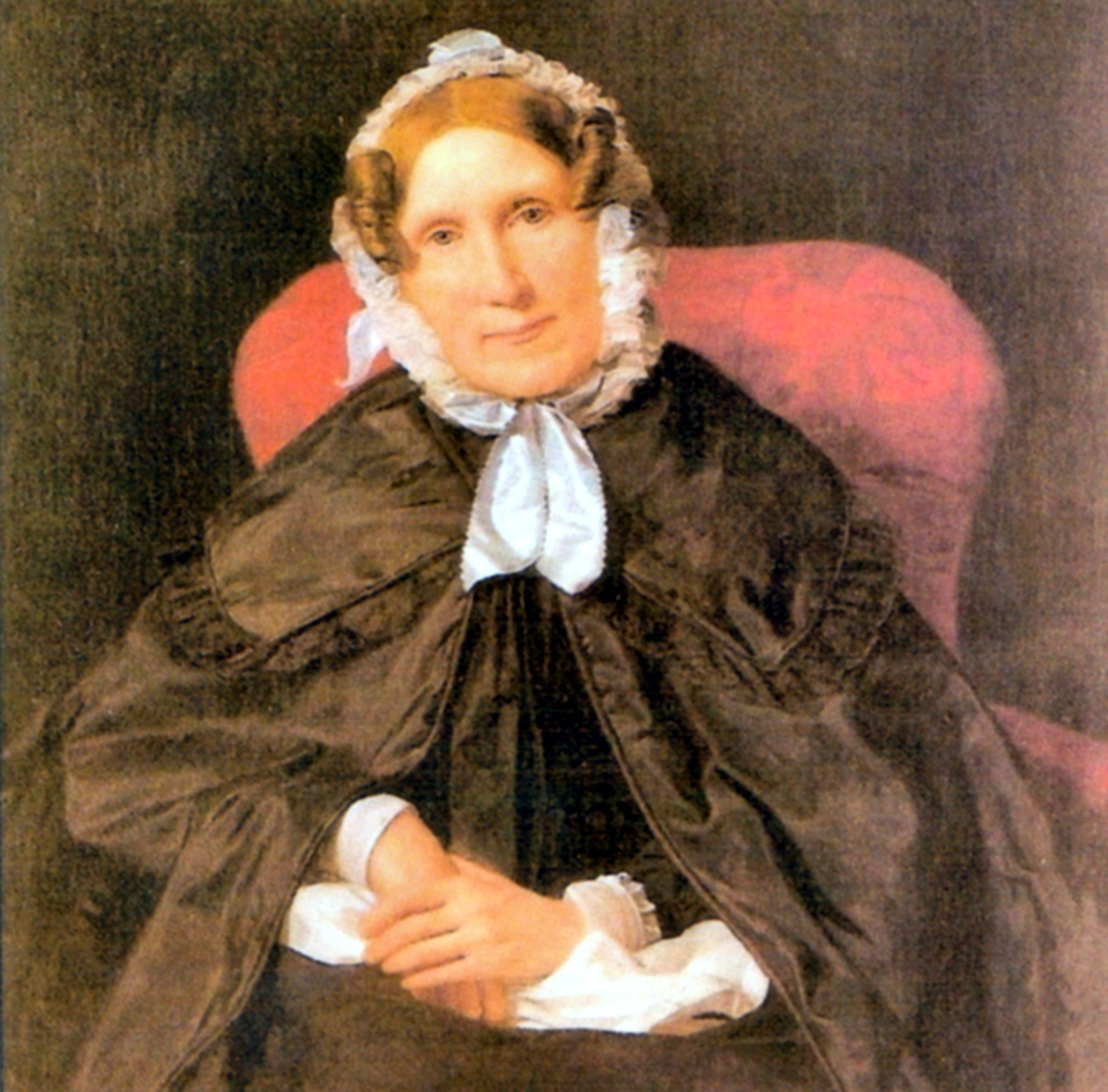
Freiin Elisabeth von Ysselbach

## Biographie
Der junge französische königliche Kadett emigrierte 1791, trat zuerst für sechs Jahre in päpstliche, danach am 1. März 1797 als Oberleutnant in österreichische Militärdienste und wurde in Österreich mit dem französischen gräflichen Titel übernommen, zuerst bei den Prinz-Johann-Husaren, anschließend bei den berittenen Jägern und 1799 beim Husaren-Regiment „Arthur Herzog von Connaught und Strathearn“ Nr. 4. In der Folge zeichnete sich der überzeugte Royalist während der Koalitionskriege bei den Gefechten von Ostrach, Stockach, Neckarshausen und Philippsburg aus und avancierte 1801 zum Hauptmann.
Während der Napoleonischen Kriege kämpfte er zwischen 1805 und 1809 als Major in den Schlachten von Ulm, Regensburg, Aspern und Schlacht bei Wagram, und zwar  im Husarenregiment Nr. 6, Blankenstein. 1812 diente er in diesem Regiment in Russland, nahm unter anderem an den Gefechten bei Signiewiczi, Pruszany, Kobrin, Liuboml und Stara-Wizwa teil. Besonders zeichnete er sich mit seinen vier Eskadronen bei der Schlacht von Sielo-Welykoje aus. 1813 und 1814 focht er in Deutschland, unter anderem in der Völkerschlacht bei Leipzig. Für sein militärisches Wirken erhielt er das Kommandeurkreuz des Kaiserlich-russischen Ordens der Heiligen Anna, auch wurde er zum Oberstleutnant befördert.
Der Oberstleutnant des Graf O’Reilly Chevauxlegers-Regiments Nr. 3 wurde am 24. Februar 1823 Oberst und Kommandant des Galizischen Dragonerregiment, Nr. 3 des Kavalleriegenerals Vinzenz Baron Knesevich von St. Helena.
Der Graf wurde am 25. März 1831 (Rang vom 11. April des Jahres) zum Generalmajor und Brigadier in Stuhlweißenburg (Székesfehérvár), sodann am 13. August 1838 zum Feldmarschalleutnant und Divisionär zu Hermannstadt (Sibiu) (1840) befördert und wurde (1843) 2. Inhaber des Dragonerregiments Erzherzog Franz Joseph Nr. 3, dem Regiment, in welchem er als Oberst bereits gedient hatte. Schließlich wurde er  am 1. April 1844 pensioniert. Er erhielt 1846 das Siebenbürgische Indigenat.
Er war auch Ritter des königlich französischen Militärordens des Heiligen Ludwig.

## Familie

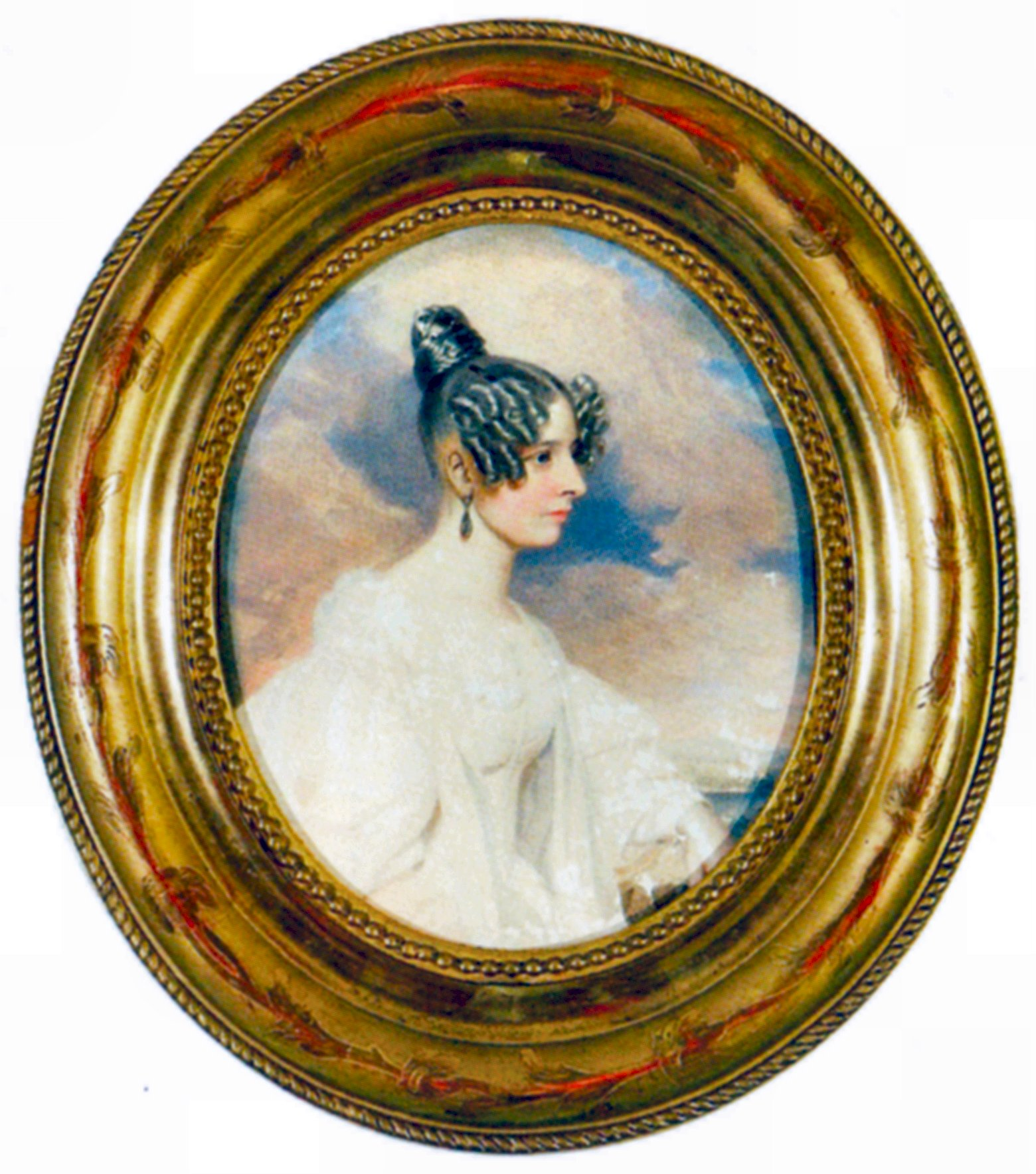
Margarethe Gräfin von Bigot de St. Quentin

Franz Ludwig vermählte sich in Mauer bei Wien mit Elise Freiin von Ysselbach (* 3. November 1779 in Neuburg an der Donau;  † 17. Januar 1853 in Mauer bei Wien). Aus dieser Ehe gingen drei Kinder hervor:
1. August (* 20. März 1804 in Radom;  † 18. Dezember 1848 in Csucsa (Ciucea) im Komitat Klausenburg (Cluj) in Siebenbürgen), fiel während der Ungarnrevolte als Major im Gefecht bei Csucsa. Er war vermählt mit Henriette Isabella Freiin von Podstatzki-Prussinowitz und Thonsern (* 11. Juli 1816 in Brünn; † 30. März 1903 in Brandeis an der Elbe (Brandýs nad Labem)); ihr Sohn war der spätere General der Kavallerie Anatol Graf Bigot de Saint-Quentin
2. Karl August Leopold (1805–1884) war österreichischer General der Kavallerie Gouverneur und kommandierender General im Banat sowie Schriftsteller.
3. Margarethe (* 12. Januar 1807 in Neuburg an der Donau; † 18. April 1881 in Wien) vermählt mit dem k.k. Ministerialrat und Vizepräsidenten des Obersten Rechnungshofes Karl Freiherr Ransonnet von Villez (1802–1892), war die Mutter von Eugen Freiherr von Ransonnet-Villez, einem österreichischen Maler und Diplomaten.